# Torre de Cantão
Torre de Cantão à noite
Torre de Cantão (em chinês:  广州塔) ou Torre de Guangzhou (em chinês:  廣州塔), também conhecida como Torre de televisão de Cantão, é uma torre de observação multi-uso localizada no distrito Haizhu na cidade de Cantão (também conhecida como Guangzhou ou Kwangchow), na província de Guangdong, na China. A torre chegou a sua altura máxima em 2009 e foi inaugurada em 29 de setembro de 2010, para os Jogos Asiáticos de 2010. A estrutura teve por um breve período de tempo o título de torre mais alta do mundo, substituindo a CN Tower, no Canadá, até ser superada pelo Tokyo Skytree, no Japão, em 2011. A Torre de Cantão é a mais alta estrutura da China (em 2014) e a quarta estrutura autônoma mais alta do mundo.

## Histórico
A Torre de Cantão foi construída pelo grupo empresarial Guangzhou New Television, que foram responsáveis pela construção da estrutura. A torre foi projetada pelos arquitetos neerlandeses Mark Hemel e Barbara Kuit, em conjunto com a Arup, uma empresa internacional de design, engenharia e consultoria de negócios com sede em Londres, Reino Unido. Em 2004, a dupla de arquitetos e a Arup venceram a concorrência internacional pelo projeto, na qual muitos dos grandes escritórios de arquitetura do mundo participaram. No mesmo ano, a equipe da Arup, em Amsterdã, desenvolveu projeto conceitual da torre. Em fases posteriores, os arquitetos cooperaram principalmente com o escritório chinês local da Arup e com um instituto de design local. Em 2005, o início das obras da Torre de Cantão ocorreu.
A torre, embora não totalmente concluída, foi aberta ao público em 1 de outubro de 2010, em tempo para os Jogos Asiáticos de 2010,que foram sediados pela cidade e a torre foi protagonista das cerimônias de abertura e encerramento. O observatório no último andar finalmente recebeu sua abertura oficial em dezembro de 2011.

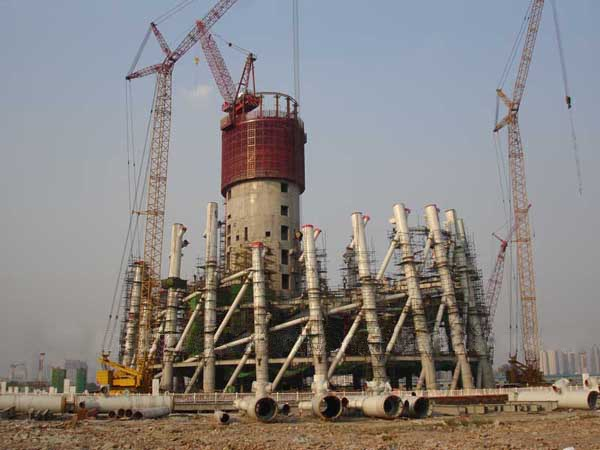
A torre em 2007
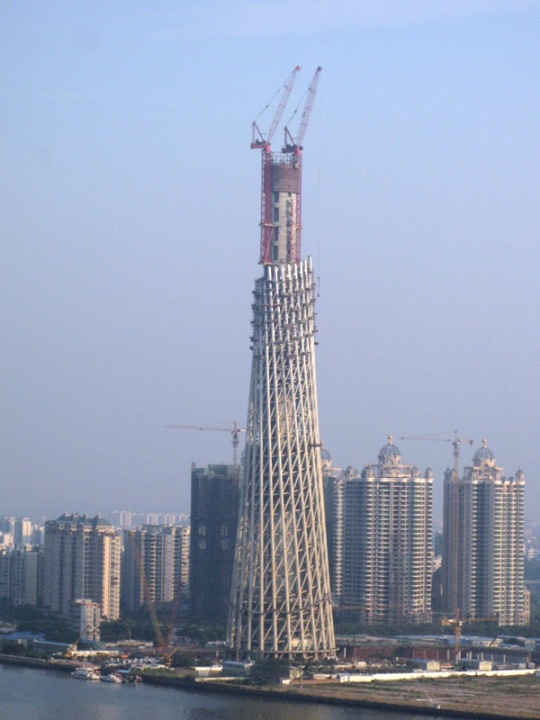
A torre em novembro de 2007
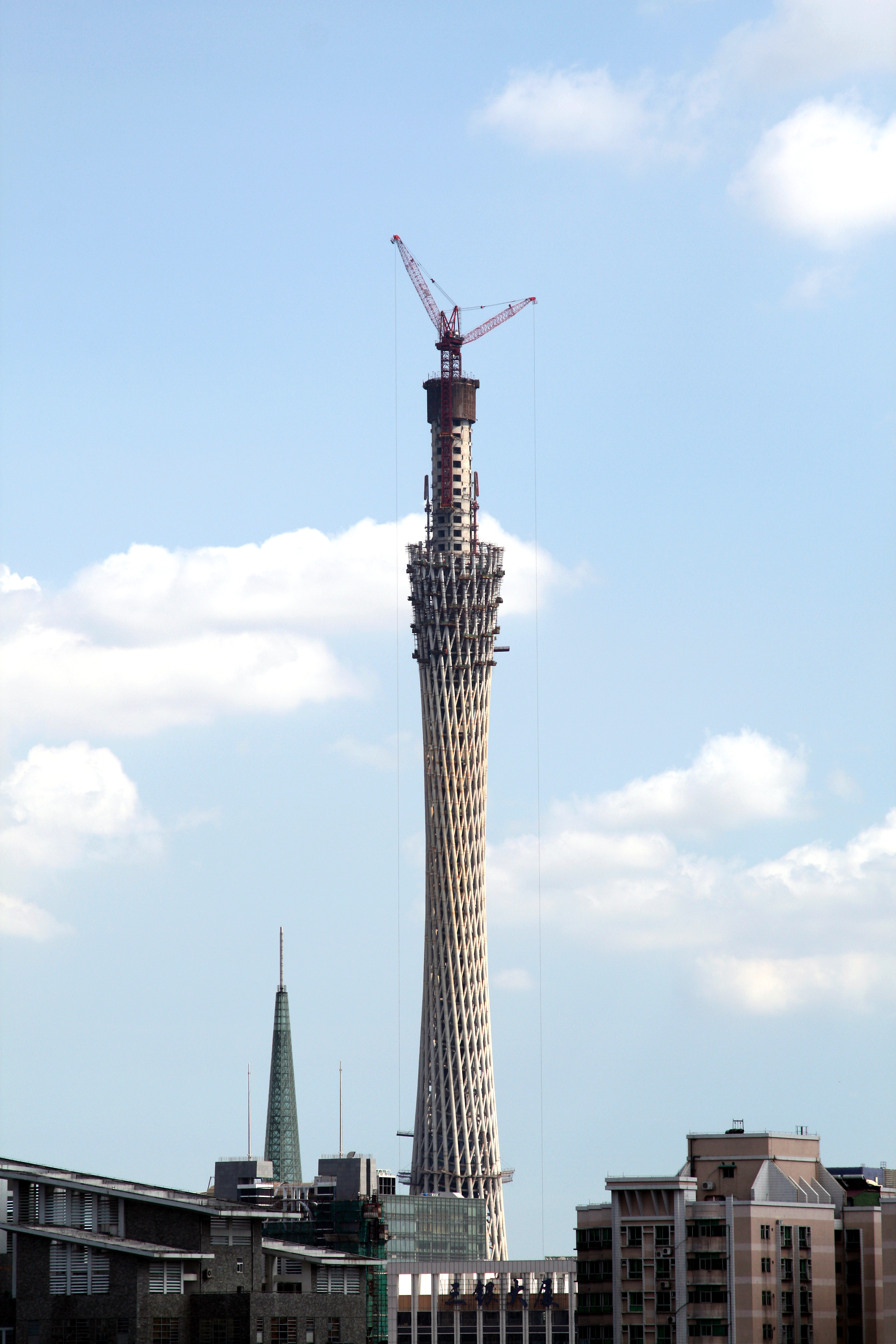
Agosto de 2008
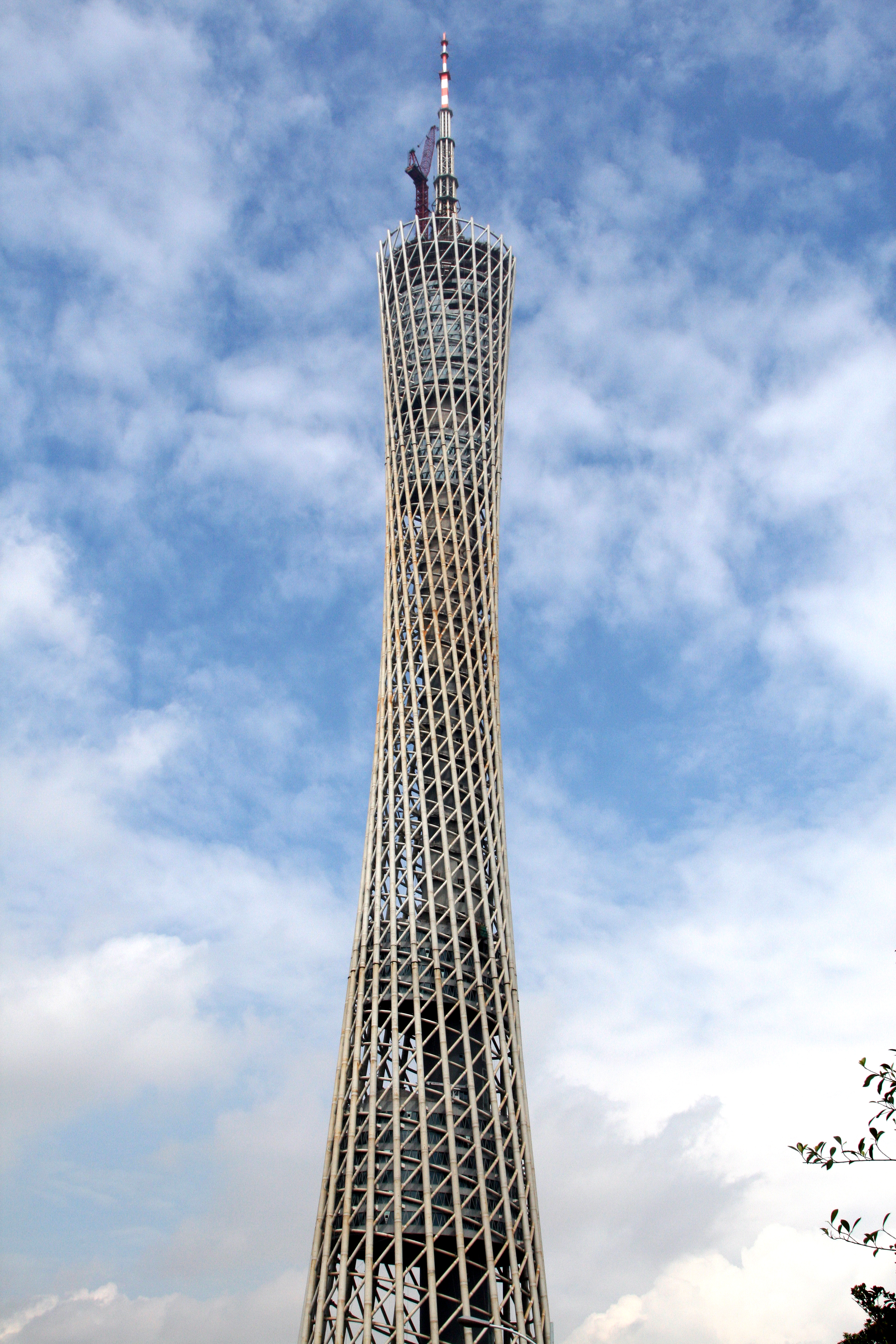
A torre em 2009